# Eirik Glambek Bøe
Eirik Glambek Bøe, född 25 oktober 1975 i Bergen, är en norsk musiker som utgör ena halvan i den norska popduon Kings of Convenience och frontfigur i musikgruppen Kommode.

## Diskografi (solo)
Singlar
- 2011 – "Barefoot Not Naked"